# أغشية مرتبطة بالميتوكوندريا
الأغشية المرتبطة بالميتوكوندريا تمثل منطقة من الشبكة الإندوبلازمية والتي ترتبط بشكل عكسي بالميتوكوندريا. تشارك هذه الأغشية في استيراد بعض الليبيدات من الشبكة الإندوبلازمية إلى الميتوكوندريا وفي تنظيم استتباب الكالسيوم ووظيفة الميتوكوندريا وعمليتي الالتهام الذاتي والاستماتة. بالإضافة إلى ذلك، تلعب دورًا في تطور أمراض التحلل العصبي واستتباب الجلوكوز.

## دورها
في خلايا الثدييات، يعد تكوين مواقع الارتباط هذه مهمًا لبعض الأحداث الخلوية بما في ذلك:

### استتباب الكالسيوم
تشارك الأغشية المرتبطة بالميتوكوندريا في نقل الكالسيوم من الشبكة الإندوبلازمية إلى الميتوكوندريا. يعد هذا التفاعل مهمًا لللقبط السريع للكالسيوم بواسطة الميتوكوندريا عبر قنوات الأنيون المعتمدة على الجهد، والتي تقع في الغشاء الخارجي للميتوكوندريا. تُنظم عملية النقل هذه بواسطة بروتينات الشابرون والبروتينات التنظيمية التي تتحكم في تكوين تقاطع ما بين الشبكة الإندوبلازمية والميتوكوندريا. يعتمد نقل الكالسيوم من الشبكة الإندوبلازمية إلى الميتوكوندريا على التركيز العالي للكالسيوم في الحيز بين الغشائي، ويعمل ناقل كالسيوم الميتوكوندريا على تجميع الكالسيوم في المصفوفة الميتوكندرية لتحقيق المدروج الكهروكيميائي.

### تنظيم استقلاب الليبيدات
يُنقل الفوسفاتيديل سيرين إلى الميتوكوندريا من الشبكة الإندوبلازمية لنزع الكربوكسيل منه فيتحول إلى الفوسفاتيديل إيثانولامين عبر الليبيد بين الميتوكوندريا والشبكة الإندوبلازمية، والذي يحول حمض الفوسفاتيديك إلى فوسفاتيديل سيرين بواسطة سينثاز الفوسفاتيديل سيرين 1 و2 في الشبكة الإندوبلازمية، ثم ينقل الفوسفاتيديل سيرين إلى الميتوكوندريا، حيث يتحول بواسطة ديكاربوكسيلاز الفوسفاتيديل سيرين إلى فوسفاتيديل إيثانولامين. يعود الفوسفاتيديل إيثانولامين المصنّع في الميتوكوندريا إلى الشبكة الإندوبلازمية حيث يعمل الفوسفاتيديل إيثانول أمين ميثيل ترانسفيراز 2 على تصنيع الفسفاتيديل كولين.

### مرض آلزهايمر
تلعب الأغشية المرتبطة بالميتوكوندريا دورًا مهمًا في استتباب أيونات الكالسيوم واستقلاب الفوسفوليبيد والكوليسترول. وجدت الأبحاث ارتباطًا بين تغير وظائف الأغشية المرتبطة بالميتوكوندريا ومرض آلزهايمر. تبين أن الأغشية المرتبطة بالميتوكيندريا المرتبطة بمرض آلزهايمر تنظم مستويات الليبيدات المصنعة في محاذاتها وتنظم مستويات المعقدات البروتينية الموجودة في منطقة الاتصال بين الشبكة الإندوبلازمية والميتوكوندريا. تشير الأبحاث إلى أن الأغشية المرتبطة بالميتوكوندريا هي المواقع الرئيسية لنشاط غاما سيكريتاز وتوضع البروتين سلف النشواني بالإضافة إلى بروتيني البريسينيلين 1 والبريسينيلين 2. يعمل غاما سيكريتاز على شطر بروتين سلف بيتا النشواني. قدم المرضى الذين شُخصت إصابتهم بمرض آلزهايمر نتائج تشير إلى تراكم ببتيد بيتا النشواني في الدماغ والذي يؤدي بدوره إلى اقتراح فرضية سلسلة الأميلويد. لوحظت زيادة التوصيل ما بين الشبكة الإندوبلازمية والميتوكوندريا في مواقع الأغشية المرتبطة بالميتوكوندريا لدى المرضى الذين شُخصت إصابتهم بمرض آلزهايمر العائلي عن طريق زيادة مواقع الاتصال. أظهر هؤلاء الأفراد طفرات في بروتيني البريسينيلين 1 والبريسينيلين 2 وبروتين سلف النشواني في مواقع الأغشية المرتبطة بالميتوكوندريا. سببت هذه الزيادة في التوصيل أيضًا حدوث خلل في تأشير الكالسيوم بين العصبونات. بالإضافة إلى ذلك، فيما يتعلق بدور الأغشية المرتبطة بالميتوكوندريا في استقلاب الفوسفوليبيد، أُبلغ أن المرضى الذين شُخصت إصابتهم بمرض آلزهايمر يظهرون تغيرات في مستويات فوسفاتيديل سيرين وفوسفاتيديل إيثانولامين في الشبكة الإندوبلازمية والميتوكوندريا على التوالي، وهذا يؤدي إلى تشابكات داخل الخلايا تحتوي على أشكال مفرطة الفسفرة من البروتين تاو المرتبط بالأنيبيبات الدقيقة داخل الأنسجة.